# Kapverdisch-niederländische Beziehungen
Die kapverdisch-niederländischen Beziehungen umfassen das zwischenstaatliche Verhältnis von Kap Verde und den Niederlanden. Die Länder unterhalten seit 1975 direkte diplomatische Beziehungen.
Die bilateralen Beziehungen sind traditionell gut. Wichtige Bezugspunkte sind die kapverdische Diaspora in den Niederlanden, niederländische Entwicklungsprojekte und Investitionen in Bereichen wie Erneuerbaren Energien oder Ernährungssicherheit, und die Kooperationen im Zusammenhang mit der Zusammenarbeit der Kapverden mit der EU.
Anlässlich des Staatsbesuchs des kapverdischen Präsidenten Jorge Carlos Fonseca hob der niederländische Ministerpräsident Mark Rutte in einer Rede am 11. Dezember 2018 die verbindenden Elemente der beiden von steigendem Meeresspiegel bedrohten Staaten hervor, zu denen auch die über 20.000 Kapverdier in den Niederlanden gehören, die zum Kulturleben des Landes beitragen.

## Geschichte

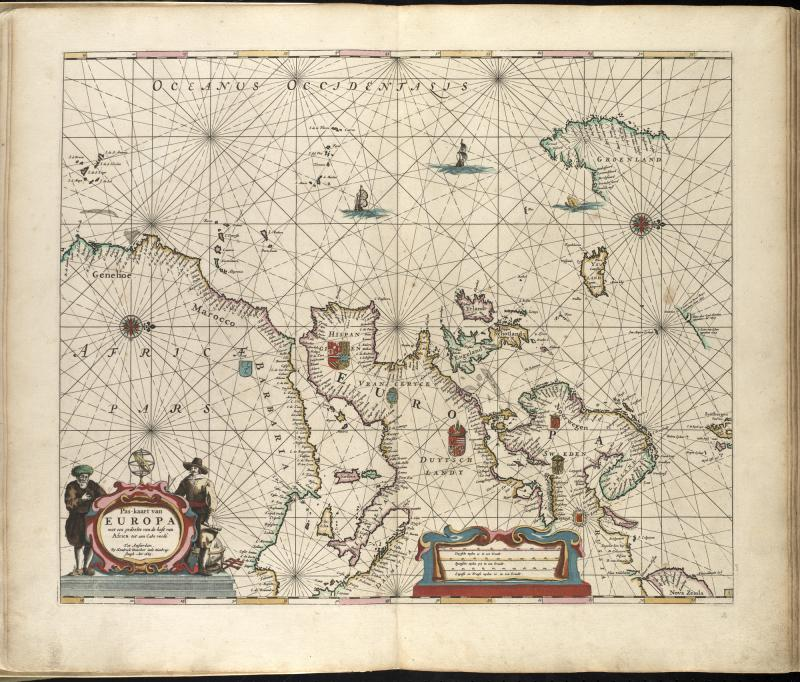
Niederländische Karte von Europa und Westafrika (1665)

Nachdem die unbewohnten Kapverdischen Inseln im 15. Jahrhundert von Portugal entdeckt worden waren, wurden sie eine wichtige Zwischenstation der internationalen Handelsrouten und des atlantischen Sklavenhandels. Auch Schiffe im Handel mit den Niederländischen Kolonien liefen dabei die Kapverden an. Im Niederländisch-Portugiesischen Krieg von 1624 bis 1661 blieben sie im Gegensatz zu anderen portugiesischen Kolonien weitgehend unbehelligt.
Das Verhältnis zwischen Kap Verde und den Niederlanden wurde von den niederländisch-portugiesischen Beziehungen bestimmt, bis zur Unabhängigkeit Kap  Verdes 1975.

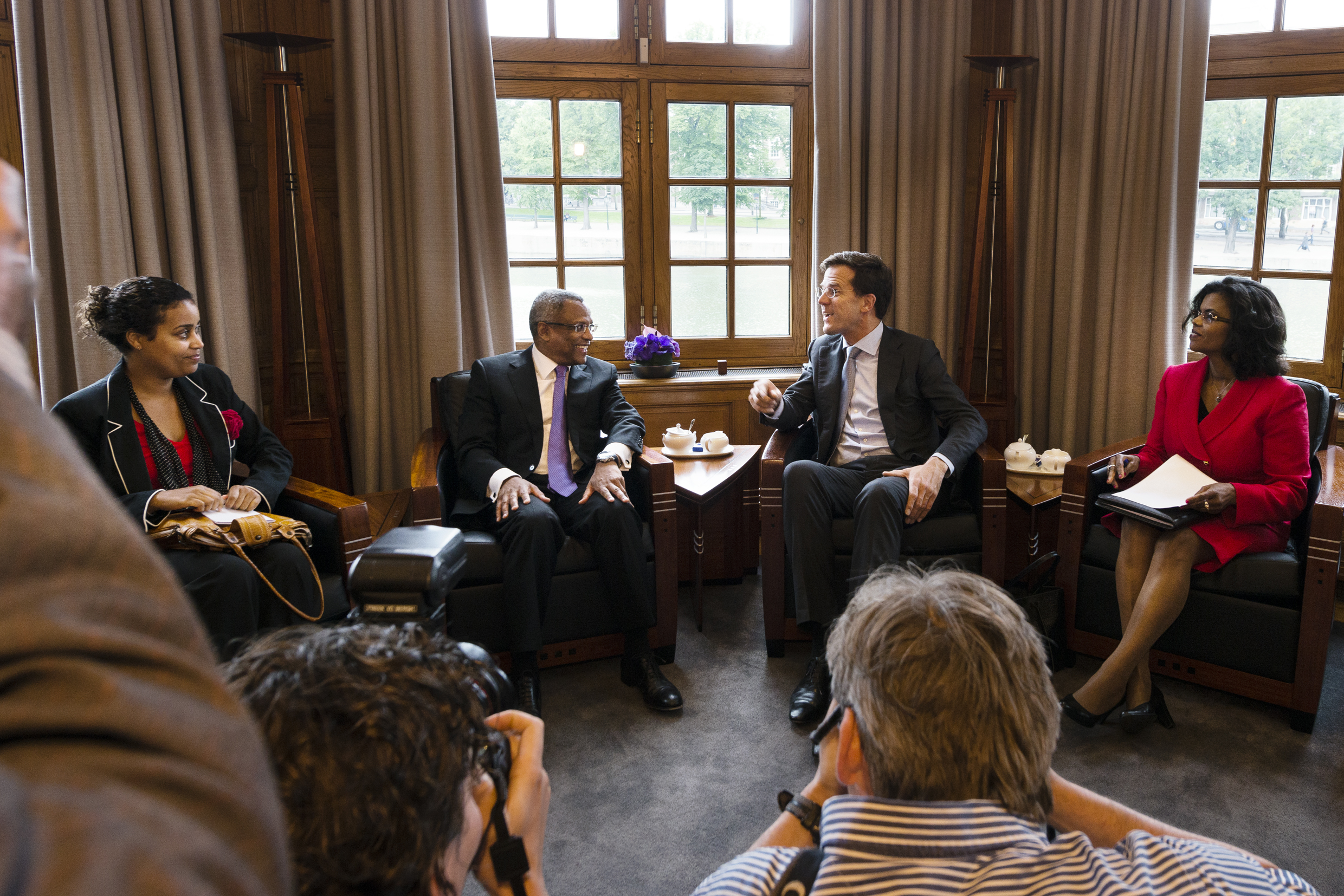
Treffen des niederländischen Ministerpräsidenten Mark Rutte (Mitte rechts) und des kapverdischen Premierministers José Maria Neves (Mitte links), 2013

Nach mehreren Hungersnöten auf den Kapverden in Folge von Dürren und zunehmender Bevölkerung halfen hier auch die Niederlande, die nun in die Entwicklungszusammenarbeit mit der jungen Republik einstiegen. Die Insel Santo Antão wurde ein Zentrum dieser Zusammenarbeit, die insbesondere auf Bewässerung und Anbautechnik zielte. Seit den 1940er Jahren führten diese Notsituationen auf den Kapverdischen Inseln zu einer verstärkten Abwanderung. Neben den traditionellen Zielen an der US-Ostküste und dem Mutterland Portugal wurde nun auch zunehmend der Großraum Rotterdam Ziel der kapverdischen Auswanderer, wo mit dem Hafen Rotterdam der größte Hafen Europas Arbeit für Seeleute und Arbeiter bot.
Nach dem Ende des planwirtschaftlichen Einparteiensystems in Kap Verde 1990 und dem folgen marktwirtschaftlichen Umbau wurde Kap Verde auch für niederländische Unternehmer interessant.
Durch die anhaltende Entwicklung des Landes, die 2008 zur Heraufstufung Kap Verdes von einem wenig entwickelten Land zu einem Land mit mittleren Einkommen führte, nahm die niederländische Entwicklungszusammenarbeit ab, gleichwohl weiterhin gemeinsame Entwicklungsprojekte durchgeführt werden.

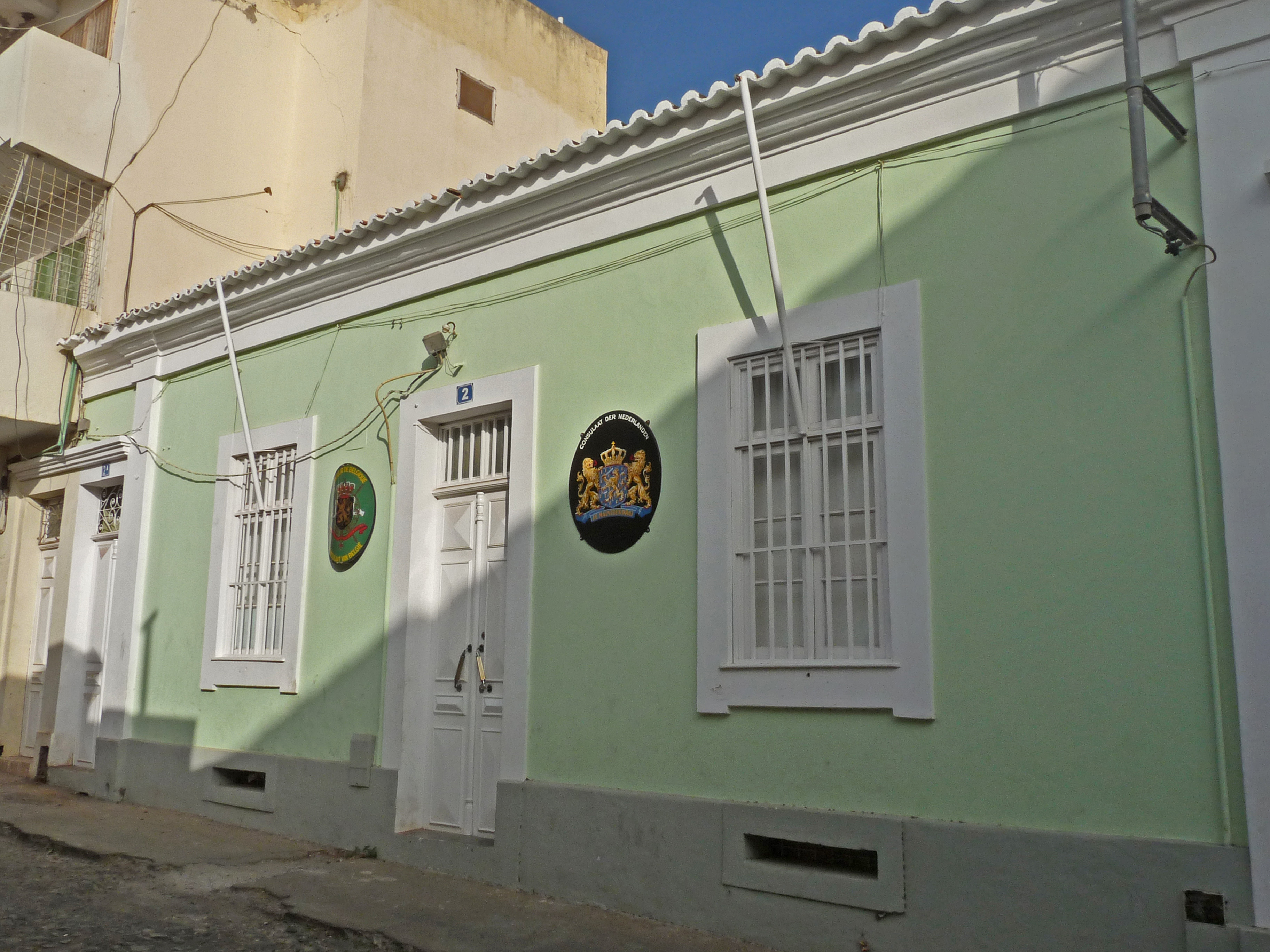
Das niederländische und das belgische Konsulat in Kap Verdes Hauptstadt Praia

## Diplomatie
Kap Verde führt in den Niederlanden keine eigene Botschaft, zuständig ist die kapverdische Botschaft in Brüssel. In  Gorinchem bzw. im nahen Rotterdam besteht ein kapverdisches Generalkonsulat.
Die Niederlande unterhalten ebenfalls keine eigene Botschaft in Kap Verde, das von der niederländischen Vertretung in der  senegalesischen Hauptstadt Dakar betreut wird. In der kapverdischen Hauptstadt Praia ist ein niederländisches Honorarkonsulat eingerichtet.

## Kultur

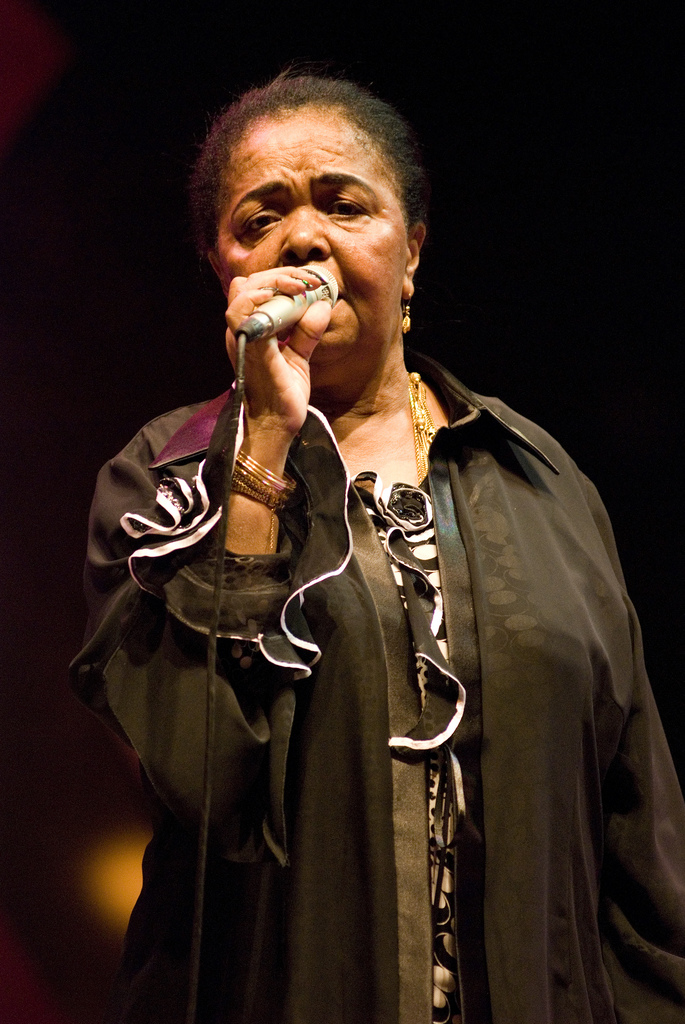
Cesária Évora war die große alte Dame der Kapverdischen Musik; auch sie trat mehrmals in den Niederlanden auf.

Die kapverdische Gemeinde in den Niederlanden entwickelt einige kulturelle Aktivitäten, darunter häufig Konzerte kapverdischer Musiker. Zu den wichtigsten Medien der Gemeinde zählt der Radiosender Radio Voz de Cabo Verde.
Eine Reihe Stiftungen aus dem Umfeld der kapverdischen Gemeinde bieten eine Vielzahl Unterstützung und Öffentlichkeitsarbeit, darunter die Stiftung Cabo Verde Chegou, die sich besonders um Kultur kümmert.
Die Hip-Hop-Formation Broederliefde gehört zu den bekanntesten Musikern in den Niederlanden mit kapverdischen Wurzeln. Gelegentlich filmen sie Videoclips zu ihren Stücken auf den Kapverden.
Der Kapverdier Agostinho Santos produzierte mit seiner Produktionsgesellschaft TV Pedra de Funda Dokumentationen über die Geschichte der kapverdischen Einwanderer in und um Rotterdam. Im Juli 2009 erschien der erste Teil als DVD unter dem Titel Carta d´Holanda, der sich mit der ersten Generation 1940 bis 1970 beschäftigt.
Der kapverdische Schriftsteller Ovídio Martins (1928–1999) lebte einige Zeit im Exil in den Niederlanden, um sich der Verfolgung durch die Geheimpolizei während der portugiesischen Diktatur zu entziehen.

## Wirtschaft
Mit CaboDutch besteht eine kapverdisch-niederländische bilaterale Handelskammer.
Im Jahr 2017 standen die Niederlande mit 4,6 % der kapverdischen Ausfuhren an fünfter Stelle der Abnehmerländer Kap Verdes.